# Brachydeutera munroi
Brachydeutera munroi är en tvåvingeart som beskrevs av Cresson 1939. Brachydeutera munroi ingår i släktet Brachydeutera och familjen vattenflugor. Inga underarter finns listade i Catalogue of Life.